# Ptychaspididae
A Ptychaspididae a háromkaréjú ősrákok (Trilobita) osztályának az Asaphida rendjéhez, ezen belül a Dikelokephaloidea öregcsaládjához tartozó család.

## Rendszerezés
A családba az alábbi nemek tartoznak:
- Alborsella
- Changia
- Eoptychaspis
- Eowuhuia
- Euptychaspis
- Idiomesus
- Kathleenella
- Keithia
- Keithiella
- Macronoda
- Plectrella
- Proricephalus
- Ptychaspis
- Saukioides
- Sunwaptia
- Wilcoxaspis